# Globster

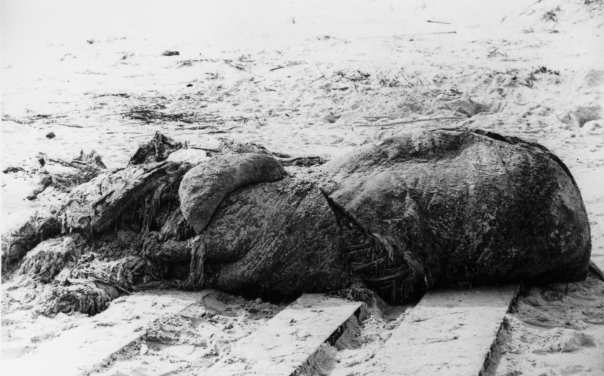
Carcassa arenatasi sulla spiaggia nei pressi di St. Augustine, in Florida, nel 1896.

Un globster, anche detto blob, è una massa di materia organica arenato sulla riva di un oceano o altra superficie acquatica. 

## Caratteristiche
Il termine è stato coniato da Ivan T. Sanderson nel 1962 per descrivere la carcassa rinvenuta in Tasmania nel 1960 che sembrava "non aver occhi visibili, nessuna testa definita e apparentemente nessuna struttura ossea". Un globster si distingue dalle normali carcasse spiaggiate per la sua difficile o impossibile identificazione, perlomeno agli occhi di osservatori inesperti, e per il fatto che sull'identificazione stessa spesso sorgono dispute nella comunità scientifica.
I globster possono avere un aspetto così misterioso che la loro natura rimane discussa anche dopo che gli scienziati hanno effettuato un'identificazione ufficiale. Alcuni di essi mancano di ossa o di altre strutture riconoscibili, mentre altri presentano ossa, tentacoli, pinne, occhi o altre caratteristiche che possono essere d'aiuto nell'assegnarli ad una specie ben precisa. In passato queste carcasse venivano descritte come mostri marini e presumibilmente diversi miti e leggende potrebbero aver avuto origine da questo tipo di ritrovamenti. Lo studio dei globster è solitamente affrontato dagli specialisti di criptozoologia.
Diversi globster, in prima istanza, sono stati descritti come polpi giganti, anche se in seguito si è scoperto che si trattava di carcasse di balene o grossi squali in decomposizione. Come nel caso del Blob cileno del 2003, molti di essi sono masse di blubber di balena staccatisi dai corpi di animali morti e in decomposizione. Altri, inizialmente scambiati per carcasse di Plesiosauro, si sono rivelati carcasse decomposte di squalo elefante. Altri casi invece rimangono senza spiegazione. Alcuni potrebbero aver origine da carcasse di calamaro gigante o calamaro colossale.
Alcuni globster sono stati analizzati solo dopo essere giunti ad un livello di decomposizione tale da rendere impossibile il loro utilizzo come prova dell'esistenza di una nuova specie, come successo nel caso della celebre carcassa del Cadborosaurus willsi, trovata in Canada nel 1937.